# سوی‌آب
سویاب یا سوی‌آب یا اردوکند نام شهری باستانی بود در سر راه ابریشم. در زبان چینی این شهر را سوئیه (پین یین:Suìyè) می‌خواندند. سویاب در ۵۰ کیلومتری شرق بیشکک، ۸ کیلومتری جنوب غربی توقموق، در دره رود چوی در قرقیزستان کنونی قرار داشته‌است.
محل سویاب با وسعت ۳۰ کیلومتر مورد کاوش‌های باستانی قرار گرفته‌است. از اینجا عبادتگاه‌های چینی، استودان‌های زرتشتیَ تندیس‌های گوتاما بودا و ستون‌های کورگان مربوط به ترکان از اینجا به دست آمده‌است. آثاری از کلیسایی نسطوری مربوط به سدهٔ هفتم میلادی و همچنین کتیبه‌هایی به زبان سغدی و خط اویغوری نیز یافت شده‌است.

## تاریخچه
سویاب در سده‌های پنحم و ششم میلادی محل استقرار بازرگانان سغدی جاده ابریشم بود. نام این شهر از نام رود سویاب گرفته‌شده و واژه‌ای فارسی است. زائر چینی -شوانگ‌زانگ- در سال ۶۲۹ میلادی از این شهر بازدید کرده‌است. او آب و هوا سویاب را سرد و بادگیر خوانده‌است.
در زمان تون جبغو خان، سویاب پایتخت اصلی خاقانات غربی ترک بوده‌است. در این زمان سغدیان در کنار گوک‌ترک‌ها هم‌زیستی داشته و کارهای اقتصادی شهر را بر عهده داشته‌اند. با فروپاشی خاقانات ترک غربی، این شهر به صورت بخشی از قلمرو دودمان تانگ حاکم بر چین درآمد. چینی‌ها استحکاماتی در اینجا ساختند و آیین بودایی هم رواج بسیار یافت. برخی گزارش‌ها سویاب را زادگاه لی‌پو شاعر نامی چینی دانسته‌اند. از سدهٔ هشتم این شهر بخشی از خاقانات اویغور بود. حدود العالم -که در سدهٔ دهم میلادی به رشته تحریر درآمده‌است- جمعیت این شهر را ۲۰ هزار تن نوشته‌است. از سدهٔ یازدهم میلادی با رونق گرفتن بلاساغون، سویاب اندک‌اندک رو به زوال رفت.